# Чай с мехурчета
Чай с мехурчета (наричан също чай с балончета, бъбъл чай или боба) е чаена напитка, създадена в Тайван в началото на 1980-те години. Най-често в чая се добавят топчета тапиока, но могат да се добавят и други топинги.
Чаят с мехурчета има най-различни варианти и вкусове, но най-често се прави с черен или зелен чай и мляко.
Напитката добива особено голяма популярност в Източна и Югоизточна Азия през 1990-те години. Консумацията ѝ се разраства изключително много сред младото население на Китай, Япония, Южна Корея, Сингапур, Малайзия, Виетнам и другаде. По-късно добива популярност и на запад.